# Музеи Крыма
Музеи на территории Крыма начали появляться в первой половине XIX века. Старейшим считается ныне действующий Феодосийский краеведческий музей, созданный в 1811 году. Одним из крупнейших музеев на полуострове является Центральный музей Тавриды, находящийся в столице Крыма — Симферополе. По состоянию на 2014 год в Крыму имелось 379 различных музеев.

## История

### Российская империя

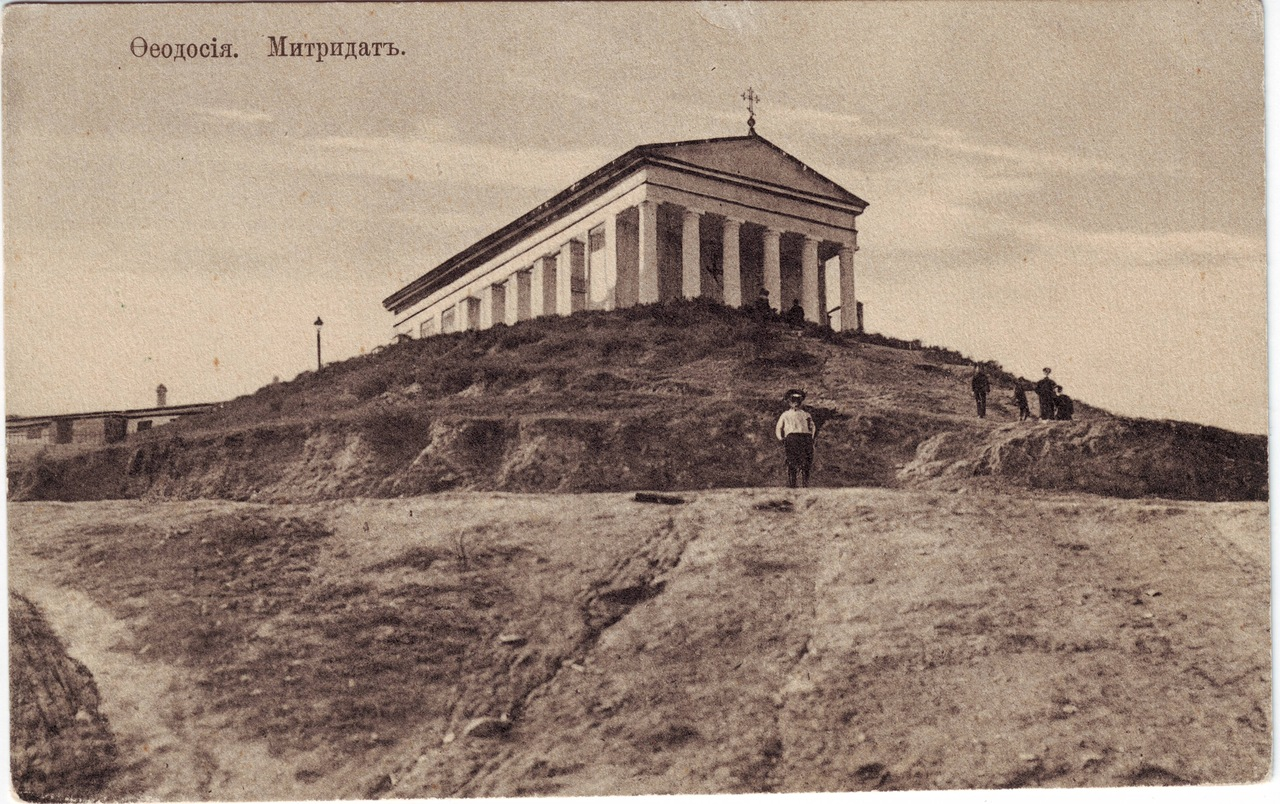
Феодосийский музей древностей на горе Митридат. Здание было уничтожено в годы Великой Отечественной войны

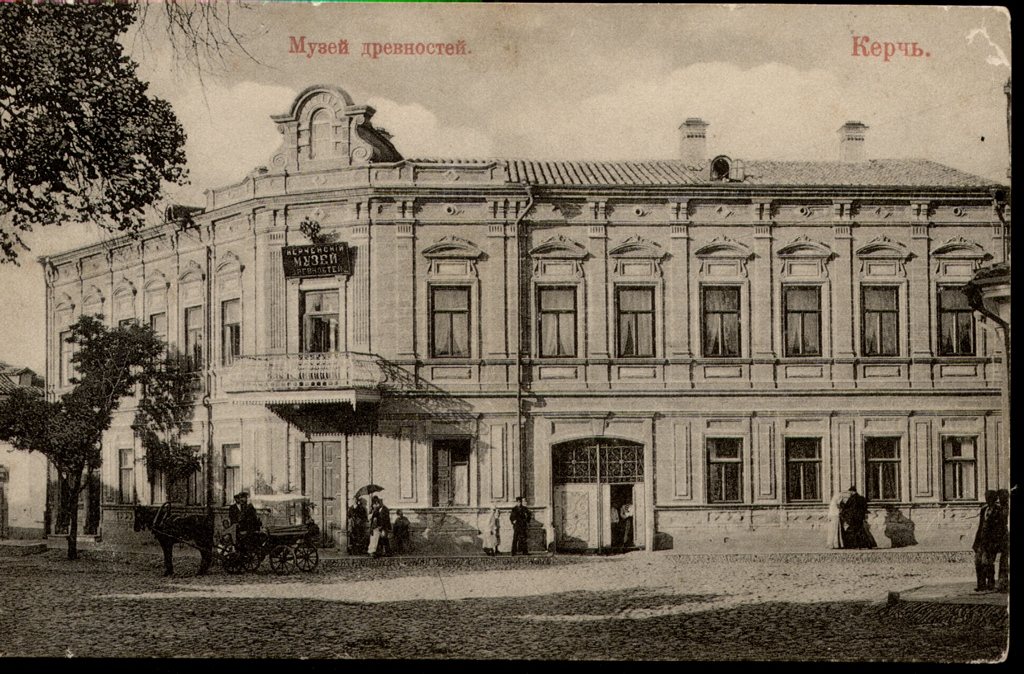
Керченский музей древностей

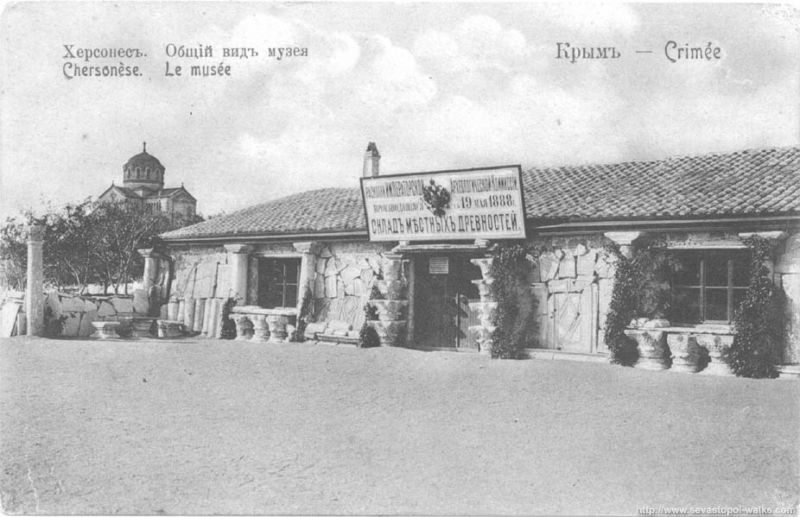
Музей «Склад местных древностей»

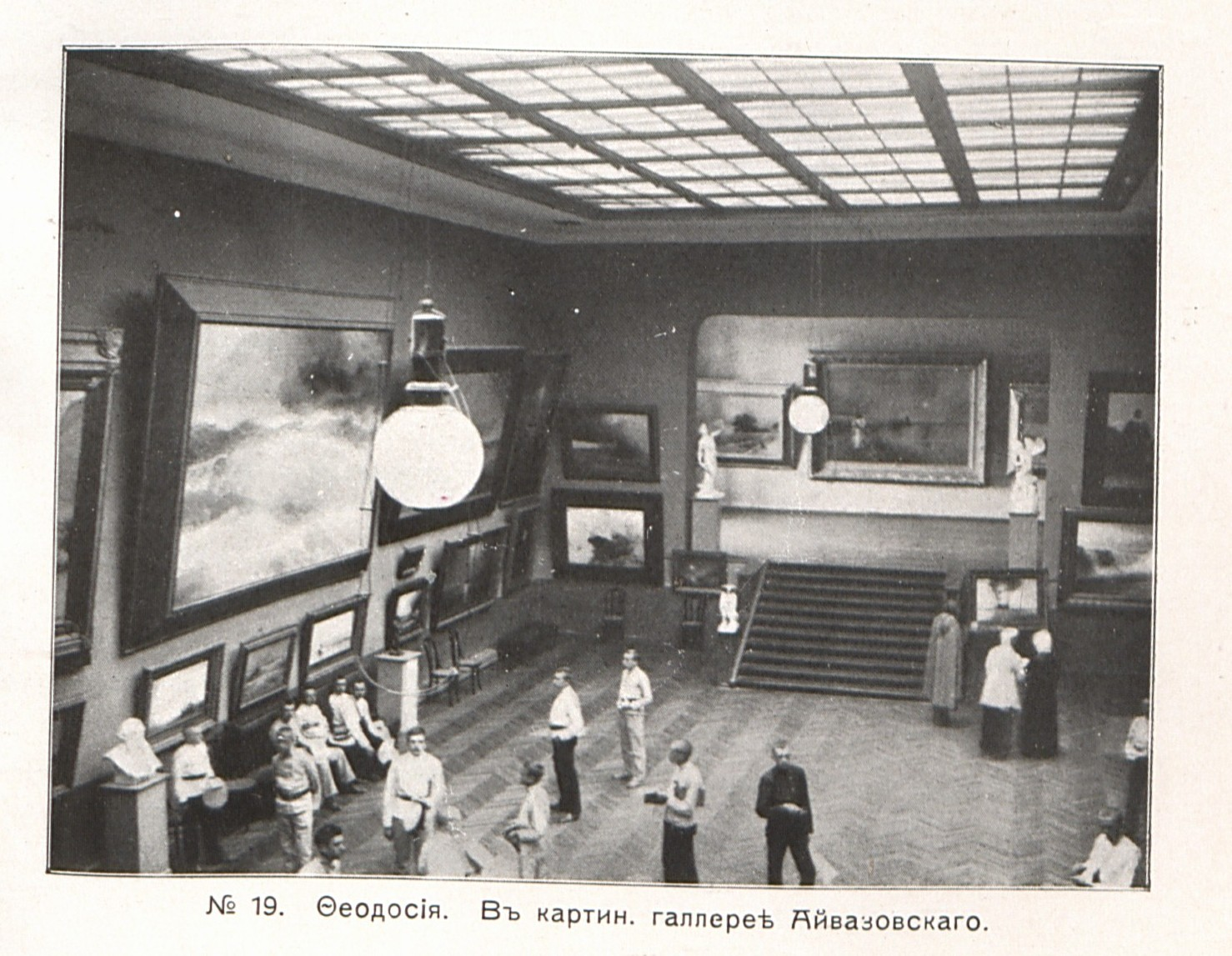
Картинная галерея Айвазовского

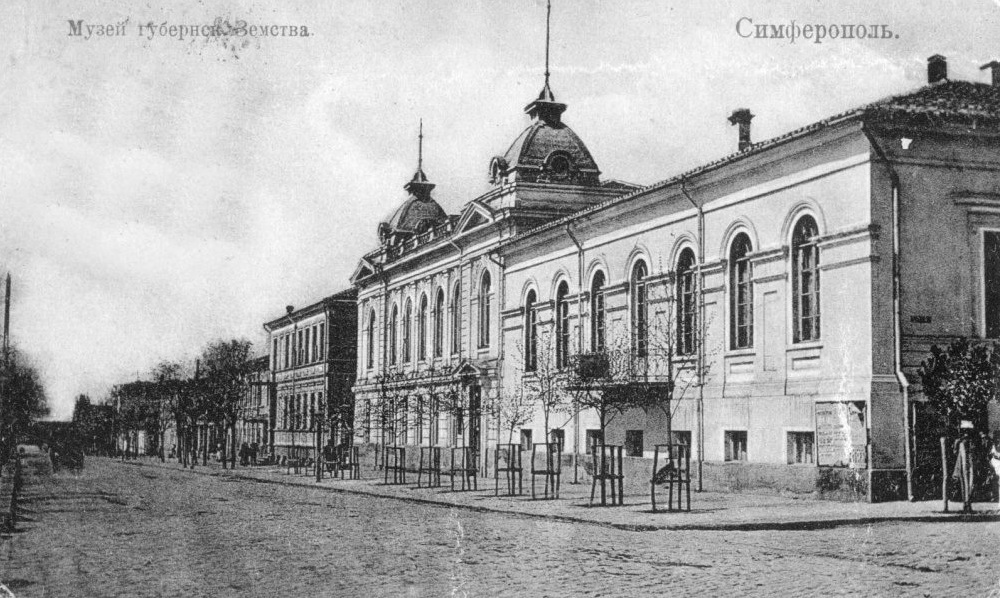
Здание естественно-исторического музея Таврического губернского земства. Тут же размещался Музей древностей Таврической ученой архивной комиссии

Появление музеев на территории Крыма было связано с частной или общественной инициативой, а также с ростом количества материалов археологических раскопок. В 1811 году феодосийский градоначальник Семён Броневский инициировал создание Феодосийского музея древностей, основу которого составила коллекция местного купца Джеварджи. В 1826 году новороссийский генерал-губернатор Михаил Воронцов по просьбе археолога Ивана Бларамберга открыл Керченский музей древностей, коллекцию которого составили материалы Поля Дюбрюкса и самого Бларамберга. Научное руководство музея осуществляло Одесское общество истории и древностей, а позднее Императорская археологическая комиссия. В 1869 году участники обороны Севастополя в ходе Крымской войны инициировали создание Музея Севастопольской обороны. В 1880 году художник Иван Айвазовский открыл в Феодосии первую на юге Российской империи картинную галереи.
С 1884 года в Крыму действовала Таврическая учёная архивная комиссия, организовавшая музей древностей. Усилиями основателя «Кружка любителей истории и археологии» Карла Косцюшко-Валюжинича в 1892 году на территории Херсонеса был открыт музей «Склад местных древностей». В этом же году участники Крымского горного клуба осуществили создание своего музея.
Первым естественнонаучным музеем открытым на полуострове в 1892 году стал музей наглядных пособий при училище садоводства и виноградарства в Никитском ботаническом саду. Позднее, в 1897 году появился морской музей-аквариум при Севастопольской биологической станции, на создании которого настоял академик Александр Ковалевский. В 1899 году был открыт Естественно-исторический музей Таврического земства.
Появление первого литературного музея на полуострове связано с открытием в 1904 году дома-музея А. П. Чехова «Белая дача» в Ялте, который появился благодаря усилиям сестры писателя. В канун 50-летия обороны Севастополя был открыт музей «Панорама 349-дневной обороны». В 1916 году в Евпатории по инициативе археологов Михаила Ростовцева и Лаврентия Моисеева был открыт «музей для хранения античных находок».
В революционный 1917 год на территории Крыма появился музей, связанный с крымскотатарским этносом — музей при Бахчисарайском дворце. Инициатива открытия которого принадлежит этнографу Усеину Боданинскому.

### Советский период

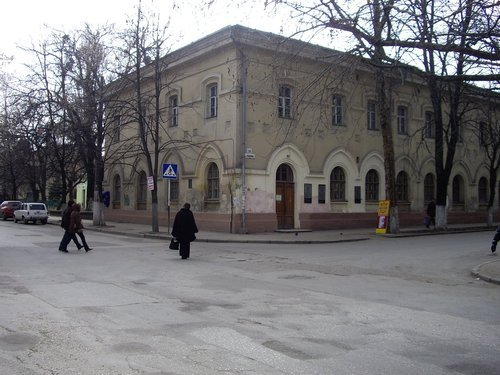
Центральный музей Тавриды с 1927 по 1993 год располагался в Симферополе в здании на ул. Пушкинской

После установления советской власти в результате гражданской войны на полуострове начинается национализация дворцов, церквей, усадеб и конфискация ценностей. Главной миссией музеев новая власть видела в укреплении советской идеологии. Уполномоченным органом, который должен был вести деятельность по разработке музейной сети на полуострове стал КрымОХРИС (Крымский областной комитет по делам музеев и охране памятников старины, искусства, природы и народного быта). Возглавил деятельность КрымОХРИСа историк, краевед и искусствовед Александр Полканов. Одним из главных организационных событий, определившим дальнейшее развитие крымских музеев стал I съезд КрымОХРИСа (позднее названный Первым музейным съездом Крыма и Первой конференцией музейных работников Крыма), состоявший в октябре 1922 года в Севастополе.
В течение двух лет с 1920 по 1922 год в Крыму было открыто 20 новых музеев. Из них: пять художественных музеев (в Алуште, Керчи, Судаке, Феодосии и Ялте), три этнографических музея (дом-музей в Бахчисарае, художественно-этнографический музей и музей караимской культуры при национальной библиотеке «Карай-Битиклиги» в Евпатории), три дворца-музея (в Алупке, Коккозах и Ливадии), музеи-усадьбы (в Кучук-Кое и Новом Свете), два музея-церкви (в Массандре и Ореанде), мемориальные музеи (Гаспринского, Пушкина, Толстого и Чехова). В ходе объединения музеев Таврического губернского земства и Ученой архивной комиссии был основан Центральный музей Тавриды.
До 1922 года музеи Крыма (за исключением Центрального музея Тавриды) управлялись городскими и уездными отделами народного образования. Центральный музей Тавриды управлялся народным комиссариатом просвещения Крымской АССР. В 1922 году 16 музеев были переданы в ведение Главмузея Наркомпроса РСФСР. Спустя четыре года начался процесс передачи музеев вновь в ведение местных органов управления. К 1930 году музеи полуострова переданы на баланс районных исполкомов, исключениями стали четыре музея (Центральный музей Таврида, Бахчисарайский дворец-музей, Херсонесский и Керченский музеи), которые вошли в структуру Крымского комиссариата просвещения.
В 1930-е годы музейная деятельность столкнулась с проблемой кадрового состава в связи нараставшими репрессиями в СССР. Так уволены и арестованы были ряд директоров музеев полуострова.

#### Великая Отечественная война

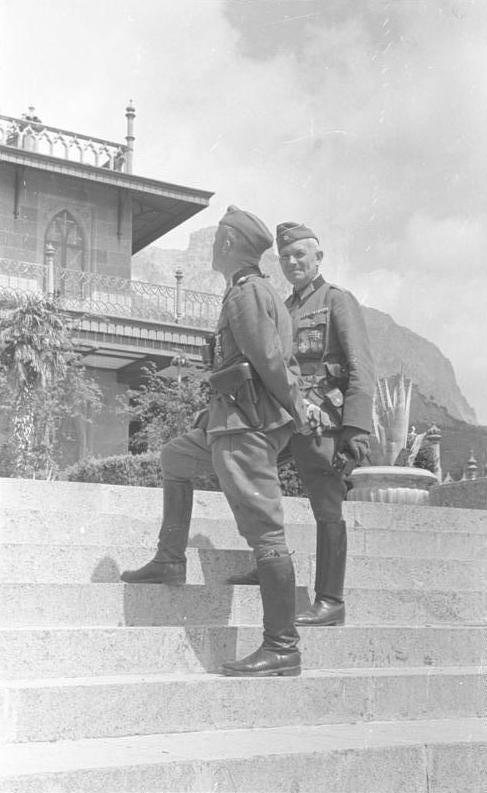
Немецкие офицеры у Воронцовского дворца

Накануне Великой Отечественной войны в Крыму имелось 25 музеев. С началом войны на полуострове был запущен процесс эвакуации музейных коллекций и фондов вглубь территорий Советского Союза. Так в Свердловск были перебазированы фонд Херсонесского историко-археологического музея, в Сочи — Феодосийский краеведческий музей, в Томск — Севастопольская картинная галерея, в Ереван — галерея Айвазовского и Симферопольская картинная галерея, в Уральск (Казахстан) — Ялтинский краеведческий музей.
Панорама «Штурм Перекопа», открытая 12 июня 1940 года, погибла при эвакуации. 27 октября 1941 года корабль с музейным собранием картинной галереи Симферополя был потоплен при налёте фашистской авиации (по другим сведениям — экспонаты сгорели на складах) в Керченском порту.
При отступлении с полуострова во исполнение директивы СНК СССР и ЦК ВКП(б) от 29 июня 1941 года, предусматривающей уничтожение ценного имущества, которое не должно было попасть в руки врага, был сожжен Дворец эмира Бухарского, где располагался Ялтинский краеведческий музей, имевший 10 тысяч экспонатов.
С установлением оккупационной нацистской власти учреждения культуры были подчинены местному отделению айнзацштаба во главе с гауптайзатцфюрером Шмидтом. В годы оккупации музейные коллекции подверглись мародёрству со стороны немецких и румынских офицеров, а также экспроприации и вывозу на территорию Германии. Лишь с Воронцовского дворца было похищено 537 картин различных художников. При этом в годы войны была утеряна часть коллекции Керченского музея и Центрального краеведческого музея.

#### Послевоенный период
После освобождения Крыма начался процесс возвращения из эвакуации музейных фондов и восстановление функционирование музеев. Послевоенный период в музейной деятельности Крыма характеризовался ростом количества краеведческих музеев и появлением тематических музеев, посвящённых событиям Великой Отечественной войны. К 1963 году музейная сеть полуострова состояла из 23 музеев. При этом со второй половины XX века наряду с государственными музеями начали появляться музеи при учреждениях культуры, образования, науки и предприятиях. Распространение получили музеи боевой и трудовой славы, истории комсомола, истории предприятий, мемориальные и школьные музеи. По состоянию на 1989 году в Крымской области наряду с государственными музеями действовало 299 общественных музея. При этом 90 % общественных музеев были посещены исторической тематике, а экспозиции большинства подобных музеев были выполнены одинаковыми и преимущественно из скопированных материалов.

### С 1991 года

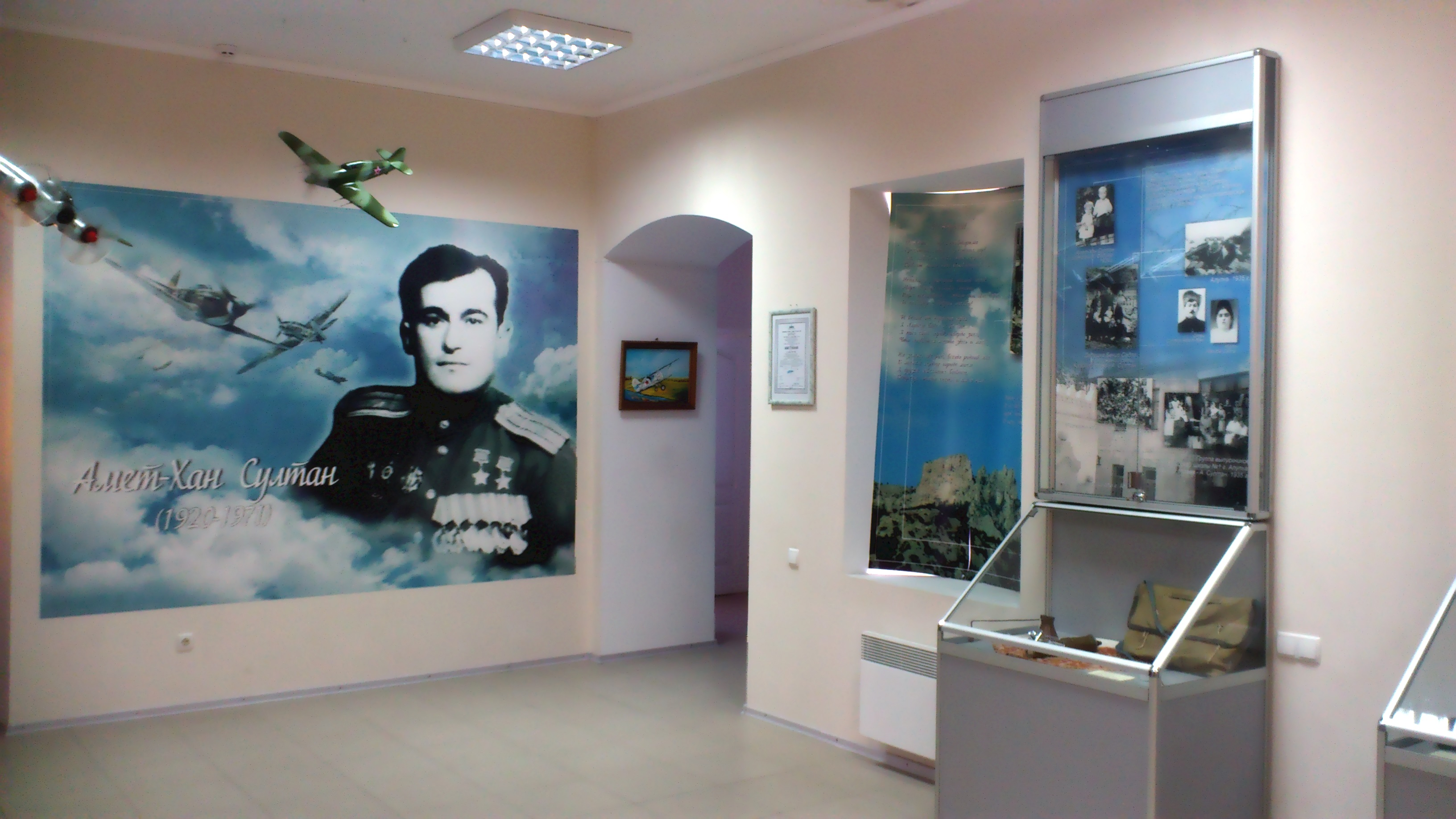
Музей Амет-Хана Султана в Алупке открыт в 1993 году

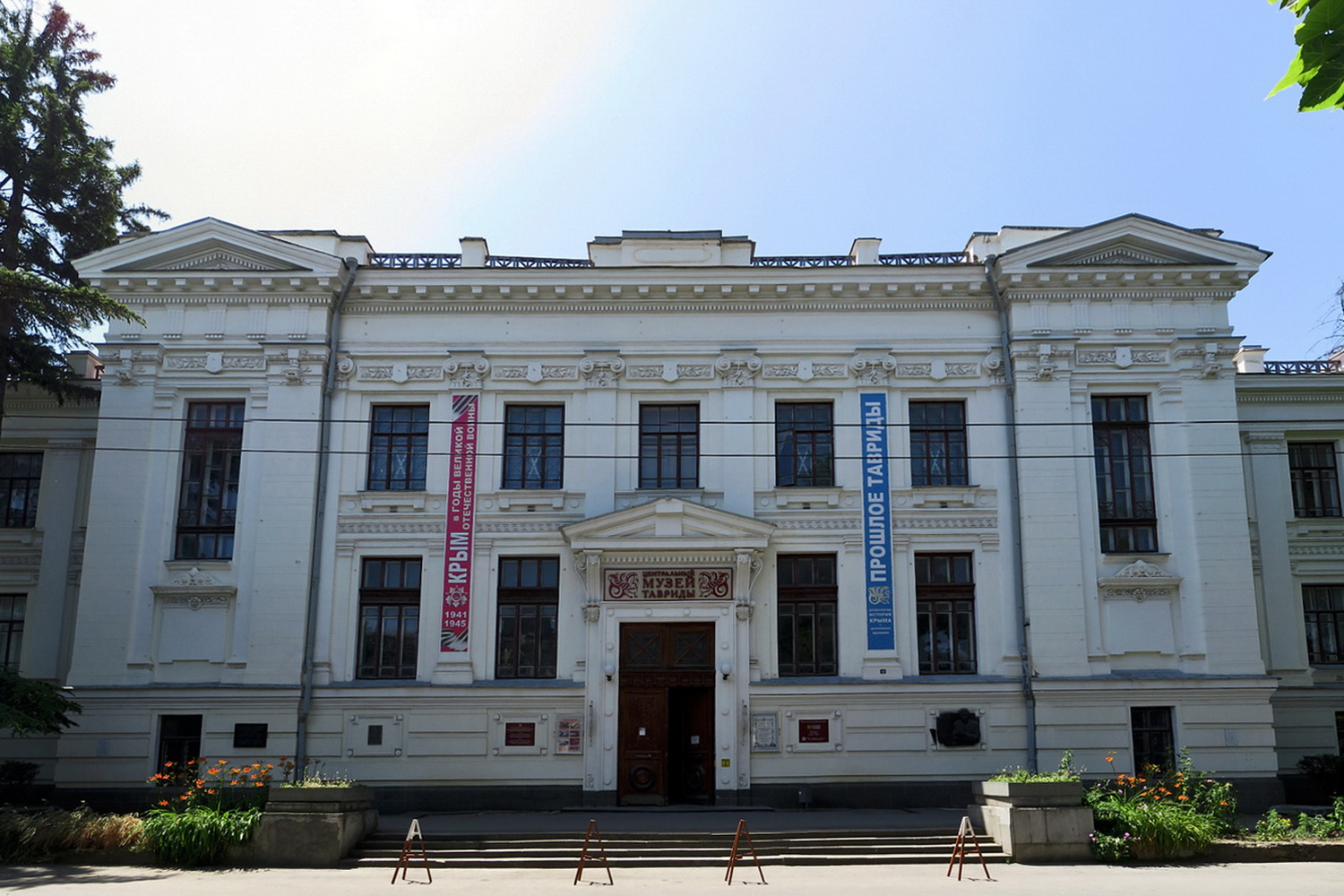
С 1993 года Центральный музей Тавриды располагается в здании на ул. Гоголя в Симферополе

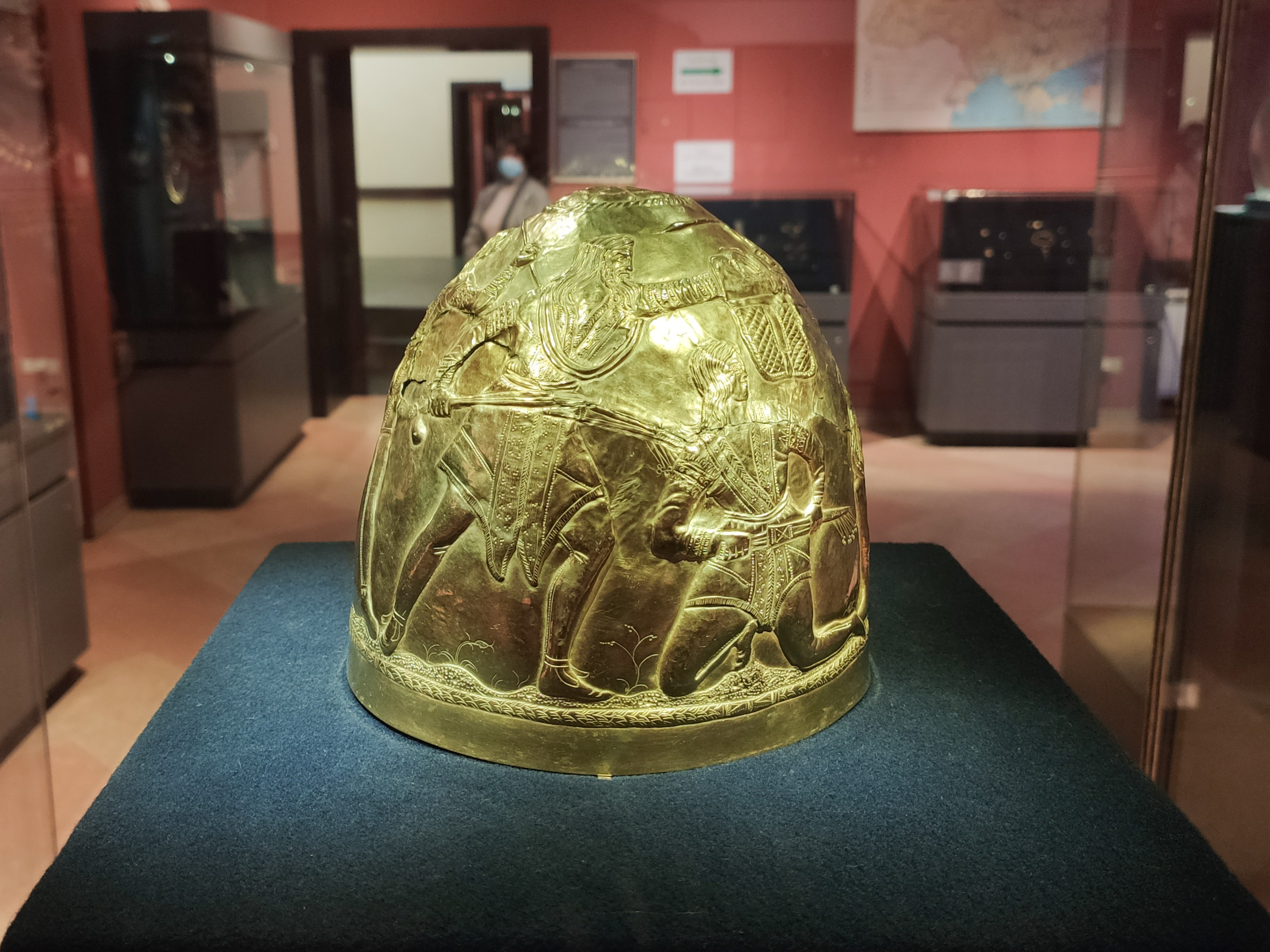
Скифский золотой шлем из коллекции крымского музея экспонируется в Музее исторических драгоценностей Украины, 2021 год

После распада СССР и провозглашения независимости Украины начался процесс сокращения финансирования музейной сферы. Тем не менее, с 1992 года в Крыму появился ряд новых отдельных национальных музеев, возродилась традиция частных музеев, были созданы музеи при различных предприятиях. По состоянию на 2013 год в Крыму имелось порядка 300 музеев.
К 2013 году на полуострове действовало 39 государственных музеев (34 в АР Крым и 5 в Севастополе), где на хранении находилось более 1,2 млн предметов. Аннексия Крыма Россией в 2014 году вызвало судебный спор между Украиной и РФ о так называемом «Скифском золоте» — коллекции ряда крымских музеев, которая ещё с 2013 года экспонировалась в музеях Бонна и Амстердама. Согласно решению амстердамского суда от 2016 года, коллекция скифского золота является собственностью украинского государства в связи с чем она была отправлена в Киев из-за невозможности её транспортировки в Крым.
По состоянию на 2015 год 92 % музеев Крыма находилась в государственной собственности, а 70 % музеев имели историческое направление. На 2016 год в музеях полуострова хранилось почти 1 млн предметов, а в научно-вспомогательном фонде музеев — 382 тысяч предметов. При этом порядка 177 тысяч предметов значились как «требующие реставрации». Общее количество музейных работников Крыма составляла 1500 человек.

## Структура
После аннексии Крыма Российской Федерацией в Крыму по состоянию на 2014 год имелось 379 музеев, включая 27 крупных государственных музея, из которых 15 управлялись на региональном уровне, а 12 — на муниципальном. 60 % от общего числа музеев составляют музеи при школах.
В местах с высокой концентрацией культурно-исторических объектов разных эпох музеефицируется культурная среда в комплексе путём создания историко-культурных заповедников. В Большой Ялте был создан Крымский литературно-художественный мемориальный музей-заповедник, в Бахчисарае и Бахчисарайском районе — Бахчисарайский историко-культурный и археологический музей-заповедник, на Керченском полуострове — Восточно-Крымский историко-культурный музей-заповедник.

## Посещаемость
За восемь месяцев 2019 года посещаемость крымских музеев составила 2,6 млн человек. Наиболее популярными являются Алупкинский и Ливадийский дворцово-парковые музеи-заповедники, Бахчисарайский историко-культурный заповедник, Судакская крепость. Лишь одна Судакская крепость в 2019 году смогла выручить за счёт посетителей 30 млн рублей.